# Gary Waite
Gary Anthony Waite (* 9. September 1966 in Québec) ist ein ehemaliger kanadischer Squashspieler.

## Karriere
Gary Waite begann seine professionelle Karriere in der Saison 1986 und war bis 1997 auf der PSA World Tour aktiv. In dieser Zeit gewann er auf der World Tour insgesamt vier Titel. Seine höchste Platzierung in der Weltrangliste erreichte er mit Rang 12 im Januar 1993. Seine größten Erfolge feierte er unter anderem 1995 mit dem Gewinn zweier Goldmedaillen bei den Panamerikanischen Spielen. Im Einzelwettbewerb besiegte er im Endspiel seinen Landsmann Jonathon Power, zudem gewann er mit der kanadischen Mannschaft den Mannschaftswettbewerb. Ein weiterer Karrierehöhepunkt stellte 1997 die Vizeweltmeisterschaft mit der kanadischen Nationalmannschaft dar. An der Seite von Jonathon Power, Graham Ryding und Kelly Patrick unterlag er im Finale gegen England und wurde somit Vize-Weltmeister. Auch 1991 und 1995 nahm er mit Kanada an der Weltmeisterschaft teil. Gary Waite gewann viermal die kanadische Landesmeisterschaft.

## Erfolge
- Vizeweltmeister mit der Mannschaft: 1997
- Gewonnene PSA-Titel: 4
- Panamerikanische Spiele: 2 × Gold (Einzel und Mannschaft 1995)
- Kanadischer Meister: 4 Titel (1989, 1992, 1993, 1995)